# Caroline Alexander
Pour les articles homonymes, voir Alexander.
Caroline Alexander, née le 3 mars 1968 à Barrow-in-Furness, est une cycliste britannique en VTT cross-country et sur route.
En 1995, elle remporte le titre de championne d'Europe en VTT cross-country.

## Palmarès en VTT

### Jeux olympiques
- Atlanta 1996
  - Abandon sur l'épreuve cross-country
- Sydney 2000
  - 12e du cross-country

### Coupe du monde
- Coupe du monde de cross-country
  - 1994 : 2e du classement général
  - 1997 : vainqueur d'une manche
  - 2001 : 2e du classement général

### Championnats d'Europe
- 1993
  -  Médaillée d'argent du championnat d'Europe de cross-country
- 1995
  -  Championne d'Europe de cross-country
- 2000
  -  Médaillée de bronze du championnat d'Europe de cross-country

### Championnats de Grande-Bretagne
- 1992
  -  Championne de Grande-Bretagne de cross-country
- 1993
  -  Championne de Grande-Bretagne de cross-country
- 1997
  -  Championne de Grande-Bretagne de cross-country
- 1999
  -  Championne de Grande-Bretagne de cross-country
- 2000
  -  Championne de Grande-Bretagne de cross-country
- 2001
  -  Championne de Grande-Bretagne de cross-country
- 2002
  -  Championne de Grande-Bretagne de cross-country

## Palmarès en cyclo-cross
- 1992-1993
  -  Championne de Grande-Bretagne de cyclo-cross
- 1993-1994
  -  Championne de Grande-Bretagne de cyclo-cross
- 1994-1995
  -  Championne de Grande-Bretagne de cyclo-cross
- 1995-1996
  -  Championne de Grande-Bretagne de cyclo-cross
- 1996-1997
  -  Championne de Grande-Bretagne de cyclo-cross
- 1997-1998
  -  Championne de Grande-Bretagne de cyclo-cross

## Palmarès sur route
- 1993
  - 3e du Tour de Majorque
- 1999
  - 10e de la Flèche wallonne féminine (Cdm)
- 2000
  - 3e étape de la Redlands Classic
  - 2e du championnat de Grande-Bretagne sur route
- 2002
  - 7e de la Flèche wallonne féminine (Cdm)